# Stenosphenus lugens
Stenosphenus lugens är en skalbaggsart som beskrevs av Leconte 1862. Stenosphenus lugens ingår i släktet Stenosphenus och familjen långhorningar. Inga underarter finns listade i Catalogue of Life.